# 海ノ口城
海ノ口城（うんのくちじょう、うみのくちじょう）は、長野県南佐久郡南牧村海ノ口にあった日本の城（山城）。「海の口城」と表記されることもある。
築城時期、廃城の時期等は不明。武田信玄初陣の地として知られる。武田氏の信濃国攻略の中継地、兵站基地であった。

## 沿革
天文5年（1536年）暮れ、甲斐守護武田信虎は8千の兵を率いて佐久方面に出陣。佐久平賀城主、平賀源心（玄信）入道成頼ら2千の立て籠もる海ノ口城を攻めた。36日間包囲したが海ノ口城は落ちず、冬の到来を機に信虎は兵を引き揚げた。この際、信虎の嫡男、晴信（のちの信玄）は初陣であるが、殿軍を申し出て、兵3百を率いて海ノ口城に奇襲を掛け、海ノ口城は落城した（『甲陽軍鑑』）。
天文12年（1543年）、佐久大井氏の攻略、天文15年（1546年）の内山城の攻略、天文17年（1548年）、上田原の戦い敗北後の佐久衆叛乱鎮圧、天文19年（1550年）、砥石崩れ後の村上義清の佐久再侵攻など度々武田晴信の陣所となったと言われている。